# Morus (ave)
Morus é um gênero de aves da família Sulidae. São aves marinhas, próximas aos membros do gênero Sula. O gênero inclui o atobá-do-cabo, o atobá-australiano e o ganso-patola.

## Taxonomia
O nome Morus se origina do grego antigo μωρός moros, que significa "estúpido" ou "tolo", devido a ausência de medo de humanos apresentado por estes animais durante o período reprodutivo, facilitando que sejam coletados ou caçados.
Em 1758, Lineu descreveu a espécie Pelecanus bassanus, que foi movida para o gênero Sula em 1760 por Mathurin Jacques Brisson. Depois, foi movida novamente, sendo incluída no gênero Morus na sua criação por Louis Pierre Vieillot em 1816.

## Espécies
- Morus bassanus (Ganso-patola)[5]
- Morus capensis (Atobá-do-cabo)[6]
- Morus serrator (Atobá-australiano)[7]